# Mario Spallone
Mario Spallone (Lecce nei Marsi, 22 ottobre 1917 – Roma, 15 maggio 2013) è stato un medico e politico italiano.

## Biografia

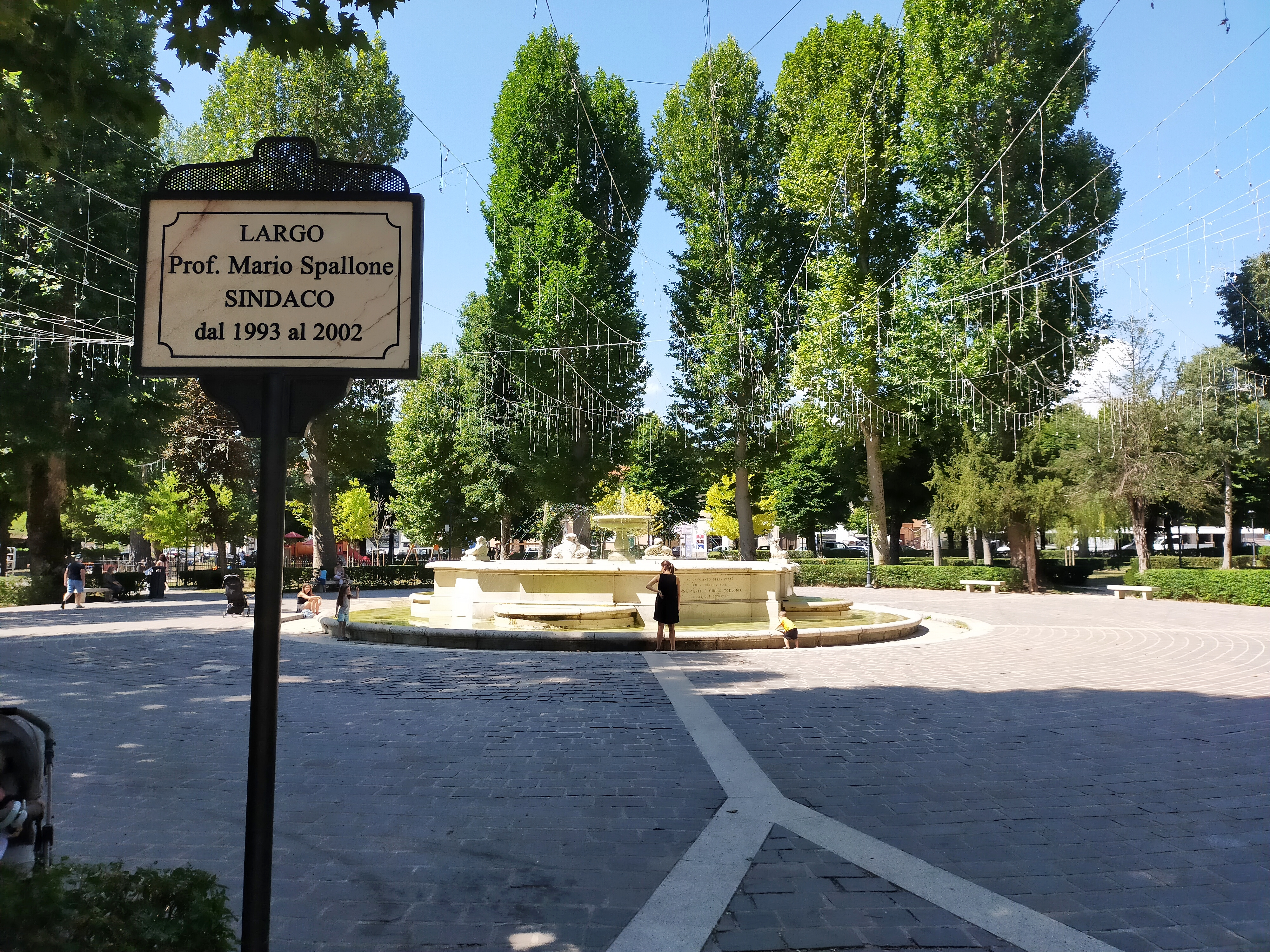
Il largo
centrale di piazza Torlonia ad Avezzano intitolato a Mario Spallone

Mario Spallone nacque a Lecce nei Marsi (AQ) il 22 ottobre 1917. Frequentò il ginnasio ad Avezzano. In questo periodo si iscrisse, spinto dal fratello Giulio, al Partito Comunista Italiano e al movimento clandestino antifascista insieme a militanti e futuri parlamentari come Ferdinando Amiconi, Renato Vidimari e Bruno Corbi, tutti spinti a contrastare la politica, ritenuta di stampo feudale, instaurata dai Torlonia dopo il prosciugamento del lago Fucino ai danni dei contadini e dei braccianti.
Al termine del ciclo ginnasiale, nel 1935 vinse il concorso per accedere all'Accademia navale di Livorno dove rimase per soli tre mesi interrompendo sul nascere la carriera nella Regia Marina. Poco tempo dopo fu iscritto al corso di laurea in medicina dell'Università degli Studi di Roma "La Sapienza". Arrestato in piena epoca fascista per attività giudicata rivoluzionaria e sovversiva fu rinchiuso il 10 dicembre 1939 nel terzo braccio del carcere di Regina Coeli insieme al fratello e a diversi giovani compagni marsicani.
Allievo del professore Cesare Frugoni, conseguì la laurea in medicina e chirurgia all'università di Roma nel 1941, un anno dopo ottenne l'abilitazione all'Università di Bologna dal professore Antonio Gasbarrini.
Dopo la caduta del fascismo e con la liberazione di Roma fu nominato responsabile sanitario dello stesso carcere romano dove fu detenuto e, successivamente, del carcere di Rebibbia dal guardasigilli Palmiro Togliatti del quale divenne il medico personale. Spallone fu nominato medico ufficiale del PCI ed ebbe tra i suoi pazienti influenti e popolari dirigenti politici del partito e del centro-sinistra italiano come Nilde Iotti, Sandro Pertini, Carlo Azeglio Ciampi, Oscar Luigi Scalfaro, Giorgio Napolitano, Giorgio Amendola, Pietro Nenni e Paolo Bufalini, oltre a numerosi dirigenti delle ambasciate dell'Europa orientale. Grazie allo stretto rapporto con Togliatti durante le visite in Unione Sovietica e, in seguito, in Russia poté stringere amicizia con diverse personalità come Iosif Stalin, Leonid Il'ič Brežnev, Eduard Shevardnadze, Michail Gorbačëv e Raisa Maksimovna Gorbačëva.
(Mario Spallone, 60 anni di memorie)
È stato, unitamente ad altri esponenti della sua famiglia, creatore e proprietario di sei cliniche private collocate a Roma e nei dintorni della capitale come Villa Gina e Villa Luana.
È stato proprietario dell'emittente televisiva abruzzese Atv7, presidente dell'Avezzano Calcio, presidente della comunità montana Valle del Giovenco, sindaco di Lecce nei Marsi dal 1970 al 1985, fu candidato al Senato  della Repubblica nel 1987 senza essere eletto e fu sindaco di Avezzano dal 1993 al 2002.
È morto a Roma, nella clinica Annunziatella, il 15 maggio 2013 all'età di quasi 96 anni.

## Controversie
È stato al centro della cronaca giudiziaria per alcune vicende legate alla fuga da una sua clinica del pentito della banda della Magliana, Maurizio Abbatino, alla presunta agevolazione del faccendiere, Flavio Carboni, all'accusa di aver venduto informazioni al SIFAR e alla CIA; fu indirettamente coinvolto nello scandalo degli "aborti clandestini". 
Nel 2013 fu rinviato a giudizio con l'accusa di bancarotta fraudolenta per un buco finanziario di circa 50 milioni di euro trovato nelle casse della clinica laziale Villa Santa Costanza, dove ricoprì il ruolo di amministratore unico dal 2000 al 2003; morì una settimana dopo la prima udienza preliminare. Gli altri imputati delle medesime accuse furono tutti prosciolti.

## Riconoscimenti
- Generale medico del Corpo volontari della libertà[11].
- Onorificenza Ordine dell'Amicizia tra i popoli[21].
- Riconoscimento Cavalieri di Malta[11].
- Riconoscimento dell'ambasciata italiana del Perù "in nome della natura" in seguito al gemellaggio tra Ayacucho e la Riserva naturale guidata Monte Salviano-Comune di Avezzano (30 aprile 2002)[11].
- Busto bronzeo collocato davanti al municipio di Lecce nei Marsi in piazza Monumento il 30 aprile 2017 (Fonderia artistica Fondet Napoli, artista Giuseppe Ciolli, marzo 2017)[22].
- Intitolazione largo in piazza Torlonia ad Avezzano il 13 aprile 2019[16].